# Nusalala
Nusalala es un género de crisopas pardas. El nombre científico fue publicado en 1913 por Longinos Navás. Pertenece a la subfamilia Microminae, lo mismo que los géneros Micromus y Megalomina.

Algunas especies de este género, tales como Nusalala brachyptera , presentan "braquipterismo" que significa sus alas son cortas, y han perdido su capacidad de volar; solo pueden saltar. Este fenómeno se manifiesta en varios géneros de la familia Hemerobiidae
Este género posee una distribución exclusivamente neotropical (América del Sur, América Central y el Caribe). Además, la distribución es limitada en el Cono Sur y las estepas, donde la temperatura y condiciones de humedad no son adecuadas, y en bosques lluviosos, a pesar de su naturaleza tropical.

## Especies
- Nusalala andina Penny & Sturm, 1984
- Nusalala brachyptera Oswald, 1997
- Nusalala camposina Navás, 1929
- Nusalala championi Kimmins, 1936
- Nusalala colombiensis Banks, 1910
- Nusalala cubana Hagen, 1886
- Nusalala dispar Banks, 1910
- Nusalala erecta Navás, 1913
- Nusalala ghioi Monserrat, 2000
- Nusalala ilusionata Monserrat, 2004
- Nusalala irrebita Navás, 1929
- Nusalala marginata Navás, 1926
- Nusalala marini Monserrat, 2000
- Nusalala navasi Kimmins, 1936
- Nusalala neotropica Esben-Petersen, 1914
- Nusalala payasi Monserrat, 2000
- Nusalala tessellata Gerstaecker, 1888
- Nusalala uncata Kimmins, 1936
- Nusalala unguicaudata Monserrat, 2000